# Genshin Impact
Геншин Импaкт (енгл. Genshin Impact; позната и као Геншин) је бесплатна акциона игра улога коју је развила и објавила кинеска компанија MiHoYo. Игра садржи отворени свет фантастике и борбени систем који користи елементарну магију, бирање ликова и користи Гача (енгл. Gacha) систем монетизације како би играчи добили нове ликове, оружје и друге ресурсе. Игра је искључиво онлајн и садржи ограничени режим за више играча који омогућава до четири играча да играју заједно. Објављена је за Microsoft Windows, PlayStation 4, Android и iOS 28. септембра 2020. МиХоЈо такође планира да објави Геншин за Nintendo Switch и PlayStation 5 платформе.
Радња игре Геншин Импакт се дешава у свету фантастике званом Теиват, у којем живи седам различитих нација, од којих је свака везана за одређени елемент којим влада бог тог елемента. Прича прати близанца, познатог као Путник, који је путовао по многим световима, али га непознати бог у Теивату раздваја од свог другог близанца. Близанац путује преко Теивата са својим новопронађеним сапутником Паимоном у потрази за својим изгубљеним братом или сестром и постаје умешан у послове народа овог света.
Игра је наишла на генерално позитиван пријем, критичари су похвалили борбу и слободу отвореног света, док је садржај након достизања највећег нивоа (енгл. Endgame)  добио највише критика. Игра је у року од два месеца на мобилним уређајима зарадила преко 393 милиона долара, што значи да је њено објављивање друго највеће на свету.

## Играње
Геншин Импакт је акциона игра улога отвореног света која омогућава играчу да контролише једног од четири лика који се могу брзо мењати. Током борбе играч користи неколико различитих комбинација вештина и напада. Снаге ликова могу се појачати на разне начине, попут повећања нивоа лика и помоћу побољшавања артефаката и оружја које лик опрема. Поред истраживања, играч може покушати да пређе и разне изазове. По Теивату су раштркани изузетно снажни изазови који награђују драгоцене ресурсе, али покушај прелажења изазова се плаћа валутом “ресин” која се током времена сама полако обнавља . Успех у овим изазовима омогућава играчу напредак ка повећању његовог “авантуристичког ранга” што заузврат откључава нове задатке, изазове и подиже “светски ниво”. Светски ниво је мера јачине непријатеља унутар Теивата и реткост награда које даје њихово поражавање.
Играч може да контролише свог лика и изводи радње попут трчања, пењања, пливања и летења које су ограничене издржљивошћу. Неки ликови поседују способности које могу променити животну средину, као што је смрзавање воде како би створили пут који играчу може помоћи у прелажењу терена. Широм света постоје многи чворови за телепортацију до којих играчи могу да отпутују, а статуе познате као Статуе седморице могу излечити и оживети ликове и пружити благодати попут повећања издржљивости играча. Предмети попут хране и руда могу се набављати по свету, док непријатељи и ковчези с благом дају друге врсте ресурса који се могу користити за јачање снаге лика. Играчи храну могу добити од лова на животиње, сакупљања дивљег воћа и поврћа или од куповине у продавници. Већина састојака може се скувати у јелу. Неки оброци обнављају здравље ликова, док други појачавају различите статистике. Рударство се може извршити нападом и уништавањем рударских чворова. Руда се може пречишћавати, а затим користити за јачање снаге оружја или стварање оружја.
Сваки лик има две јединствене борбене вештине: елементарну вештину и елементарни рафал. Елементарна вештина се може користити у било које време, осим за период престанка рада одмах након употребе. Супротно томе, рафални пробој има трошак енергије, због чега корисник треба да сакупи довољно елементарне енергије поражавајући непријатеље или наносећи елементарне статусе. Ликови имају контролу над једним од седам природних елемената: Лед, Природа, Ватра, Вода, Ваздух, Муња и Земља. Ови елементи могу да комуницирају на различите начине; на пример, ако водени напад нападне мету, непријатељу ће бити додељен статус „мокар“, а ако буде погођен леденим нападом, нанеће „хладноћу“. Ова два статуса се комбинују у статус „замрзнутог“, привремено спречавајући мету да изводи било какве радње док играч не нанесе довољно физичке штете непријатељу или док не прође одређено време. Пребацивање између ликова током борбе и извршавање тих вештина омогућава те елементарне интеракције. Такође, за решавање загонетки могу бити потребне одређене елементарне способности.
Режим за више играча доступан је у облику кооперације. До 4 играча могу играти заједно и придружити се доменима. Подударање играча може се обавити захтевањем повезивања са другим играчем. Ако играч жели да пређе домен са другим играчима, аутоматски ће се подударати са другима који желе да се носе са истим циљем. Игра је доступна на више платформи, тако да играчи на било којој платформи могу да се играју једни с другима.
Завршавајући задатке за унапређење приче, играч може откључати три додатна лика која се могу играти, а више ликова може се добити путем Гача система. Неколико премијум валута у игри, које се могу добити путем куповине у апликацији и  кроз саму игру, могу се користити за добијање ликова и оружја путем Гача система.

## Радња
Пар близанаца који путују преко звезда и посећују различите светове стижу у Теиват, али их раздваја непознати бог, који узима једног, а другог запечаћује. Неоткривено време касније запечаћени близанац, назван „Путник“, пробуди се и упозна Паимона. Пар путује у оближњи град Мондстат како започео потрагу за несталим близанцем.
Паимон и Путник стижу у Мондстат и виде да змај по имену Стормтерор напада град. Уз помоћ непознатог ентитета који се касније испоставља да је Венти, Путник успева да отера змаја и добија похвале од Џин, вршилаца дужности Великог мајстора витезова Фавониуса. Путник помаже витезовима да врате ред у регион, а затим упознаје Вентија који смишља план да заустави Стормтерора. Венти тражи да преузму свету лиру како би је свирао Стормтерору, смирујући га. Након што је преузео лиру, коју је прво украо ред Фатуи, Венти покушава да смири Стормтерора, али схвата да је Ред Бездана све време манипулисао змајем. Путник, у пратњи Џин и Вентија, прогони Стормтерора до свог домена и ослобађа га утицаја Безданског реда. При повратку у Мондстат, Вентија, у заседи, чека Ла Сињора, из реда антагонистичке групе Гласници Фатуија, која му краде мистични предмет Гносис.
Путник одлучује да се састане са осталих шест Архоната како би сазнао локацију свог близанца и непознатог бога. Венти саветује Путника да отпутује у Лијуе како би се састао са Рексом Лаписом. Међутим, током неког ритуала, неко убија Лаписа. Истражујући смрт, Путником манипулише Чајлд који је из истог реда као Ла Сињора, да ради са Зонглијем, саветником погребног салона који надгледа сахрану Рекса Лаписа. Током рада са Зонглијем, Чајлд сазнаје где се налазило тело Рек Лаписа, које је било скривено. Путник се суочава са Чајлдом, који покушава да одузме Гносис са тела, али не успева и сазнаје да је Лапис још увек жив. Да би намамио Лаписа, он позива древног бога којег је Рекс Лапис једном победио, међутим удружене снаге Лијуе Киксинг и магичне групе Адепти присиљавају га на покорност. Путник сазнаје Зонглијев прави идентитет који је Рекс Лапис, а Рекс Лапис предаје свој Гносис Ла Сињори у оквиру дискретног споразума са Тсаритсом, Архоном леда. Зонгли објашњава да је желео да одустане од улоге Архонта и обавештава Путника да је њихово следеће одредиште, Иназума, затворило своје границе по налогу Архонта муње, Раидена Шогуна.

## Развој
МиХоЈо је открио Геншин у јуну 2019. на Е3 2019. Игра је имала развојни и маркетиншки буџет од око 100 милиона долара, који су надокнађени брзо након изласка. Између најаве и објављивања одржани су затворени бета тестови, који су позваним играчима омогућавали да истражују отворени свет. Игра је објављена за Microsoft Windows, PlayStation 4, Android и iOS 28. септембра 2020. године, и укључује међусобно играње на више платформи. Игра је омогућена за играње на платформи PlayStation 5 11. новембра 2020, са побољшаном графиком и временом учитавања у односу на верзију за PlayStation 4. Игра ће такође бити објављена за Nintendo Switch, али датум изласка није познат.
Развојни тим је игрицу Легенда о Зелди: Дах Дивљине (енгл. The Legend Of Zelda: Breath Of The Wild) узео као највећу инспирацију за Геншин. У поређењу са претходном игром МиХоЈa, тим је имао за циљ разликовање Геншин Импакта од његовог претходника Хонкаи Импакта Трећег (енгл. Honkai Impact 3rd) у погледу задатака, борбених система и начина истраживања. Геншин Импакт је дизајниран као наслов за више платформи, а развој игре за Windows и PlayStation платформе омогућио је програмерима да доста побољшају графику игре у односу на претходника који је само на мобилним платформама. Укупна уметничка визија Геншина намењена је комбиновању „аниме“ уметничког стила са више кључних елемената из стварних светских култура. На пример, Лијуе је прво замишљен као место инспирисано кинеском културом кроз перспективу фантастике, а комбинован је са референтним материјалом из Националног шумског парка Чангчаџе и планине Тианмен како би регион био створен.
Ју-Пенг Чен из ХоЈо-Миксa компоновао је оригиналну музички подлогу игре, коју су извели Лондонска филхармонија и Шангајски симфонијски оркестар. Резултат се заснива на основама западне музике, али има регионалне и културне утицаје који се додају у зависности од региона. Албум који садржи музику из поглавља Мондстат, „Град ветрова и идила“, објављен је дигитално 15. октобра 2020. „Mесец жада на мору облака“, звучни запис који садржи музику из регије Лијуе, објављен је дигитално 6. новембра 2020.
Убрзо након лансирања игре, МиХоJо је објавио распоред за ажурирање садржаја током следећих месеци, нови садржај ће бити додаван на сваких шест недеља. Додатне закрпе у будућности додаће још приче и нова подручја Теивата. Као дугорочни пројекат, већи део игре остаје да се заврши. По изласку, у игри су била само два од седам региона, а МиХоЈо предвиђа да ће требати чак неколико година да се цела прича заврши. Остали будући планови укључују низ стрипова, играчака и могућих филмских адаптација.
Геншин Импакт је објављен на неколико језика, са изговорима на јапанском, кинеском, корејском и енглеском језику.

## Издавање
Пре објављивања, игра је имала 21,3 милиона регистрација, од којих је из Кине било 16 милиона. Према некима, Геншин Импакт је био највеће међународно издање било које кинеске видео игре. Пред издавање, Геншин је освојио прво место од 14 игара на Медијским наградама за игре у Токију (енгл. Tokyo Game Show Awards) у категорији најисчекиваније игре за коју се гласало јавном анкетом. Геншин Импакт је објављен 28. септембра 2020. за Microsoft Windows, PlayStation, Android и iOS. Закрпа објављена 11. новембра 2020. године укључује додавање компатибилности за платформу PlayStation 5, побољшавајући време учитавања и графику.

### Контроверзе и цензура
Убрзо након објављивања, играчи су открили да систем против варања заснован на језгру игре остаје активан и након затварања или деинсталације игре, што је изазвало забринутост да је игра инсталирала шпијунски софтвер. Неки јапански играчи који користе иОС уређаје такође су приметили да је игра читала приватне податке играча приликом покретања. МиХоЈо је касније објавио да су оба проблема решена.
6. октобра 2020, новинар и забављач на платформи Твич, Казума Хашимото, објавио је видео на друштвеној мрежи Твитер, демонстрирајући како су кинески политички изрази попут „Хонг Конг“ и „Тајван“ цензурисани у систему ћаскања игре. Како програмер игре, МиХоЈо, има седиште у Кини, подлеже кинеској политици цензуре, која укључује поштовање релативно велике листе забрањених речи које се не могу користити у игри или путем ћаскања. Забрањени су и други изрази који нису повезани са кинеском политиком, попут „Путин“, „Хитлер“ и „Стаљин“. Разни корисници су приметили да су такође нешкодљиви појмови попут „непријатељи“ и „речи“ такође цензурисани без конкретног разлога.

## Пријем
Геншин Импакт је добио „углавном повољне критике“ према агрегатору рецензија Метакритик. Отворени свет Теивата добио је похвале; Травис Нортхуп из Ај-Џи-Ен-а описао је Теиват као „свет који апсолутно пуца по шавовима од могућности“, а Џордан Хелм из Хардкор Гејмера описао га је као „једну велику слагалицу која обухвата животну средину игре“. Гејм Информер је игру окарактерисао као невероватно искуство, напомињући да је „круг прикупљања, надоградње и прилагођавања игре задивљујућi“. Начин на који је игра изведена импресионирао је Џепног Гејмера, а Крис Картер из Деструктоида је борбени систем назвао „једном од најзанимљивијих ствари о Геншин Импакту“.
Већину критика у Геншину добио је део игре након достизања највећег нивоа односно “ендгејм”. Паул Таси из Форбса критиковао је систем ресина (валуте у игрици), напомињући да за напредовање након одређене тачке мора „потрошити апсурдну количину новца да би се заобишло последњих неколико временских рокова игре“. Пи-Си Гејмер рекао је да играње ендгејма „споро“ и да се систем ресина „осећа јако непотребно“. Упозоравајући играче на то колико је монетизација предаторска, Вашингтон Пост је додао да тако добро дизајнирана игра са естетског становишта може неке довести до коцкања са Гача системом у игри. Сличности са игром Легенда о Зелди: Дах Дивљине изазвале су контроверзу на кинеској конвенцији ЧајнаЏој 2019. међу неким обожаваоцима Легенде о Зелди.
Епл је наградио Геншин Импакт наградом „Ајфон игра године“ у “Најбоље у 2020. у Продавници апликација”. Игра је такође освојила Гугл Плејеву „Најбољу игру 2020.“ и била је номинована за „Најбољу игру по избору корисника” на наградама “Најбоље од 2020.” Геншин је такође номинован за најбољу игру улога и најбољу мобилну игру на Наградама игара 2020  и за “Ултимативну игру године” на Наградама златног џојстика.

### Комерцијални учинак
Током недеље у којој је објављен, Геншин Импакт је преузет преко 17 милиона пута и зарадио око 60 милиона долара са мобилних платформи. У року од две недеље, та цифра порасла је на преко 100 милиона долара, надокнађујући буџет за развој и маркетинг. Највећи приход јој је долазио из Кине, Јапана, Јужне Кореје и Сједињених Држава. У року од два месеца, игра је зарадила преко 393 милиона долара на мобилним уређајима, што представља друго по величини покретање мобилне игре у историји, након Части краљева (енгл. Honor Of Kings). Од 2. децембра 2020. године, Геншин је педесета игра на листи игара са највећом зарадом у историји.